# Most Sutong
Most Sutong (chiń. upr. 苏通大桥; pinyin Sūtōng dàqiáo) – most wantowy w Chinach, nad rzeką Jangcy, łączący Nantong i Changshu. Długość całkowita mostu wynosi 8206 m, a jego najdłuższe przęsło o długości 1088 m było najdłuższym przęsłem mostu wantowego na świecie do lipca 2012 roku, kiedy otwarto do użytku Most Rosyjski z przęsłem o długości 1104 m. Koszt budowy wyniósł 6,45 mld RMB. Most został otwarty 30 maja 2008 roku.